# Homegrown (Dodgy)
Homegrown is het tweede studioalbum van de Britse band Dodgy. Het werd in oktober 1994 door A&M Records uitgebracht. Ian Broudie produceerde de liedjes "So Let Me Go Far", "One Day" en "Waiting for the Day". De rest werd door Hugh Jones geproduceerd. De band bereikte met dit album in juli 1995 de 28ste plaats in de Britse hitlijst. De single "Staying Out for the Summer" bereikte de 38ste plaats in de UK Singles Chart.

## Tracklist
1. "Staying Out for the Summer" - 3:13
2. "Melodies Haunt You" - 3:41
3. "So Let Me Go Far" - 4:05
4. "Crossroads" - 4:05
5. "One Day" - 3:09
6. "We Are Together" - 4:24
7. "Whole Lot Easier" - 2:47
8. "Making the Most of" - 4:04
9. "Waiting for the Day" - 3:35
10. "What Have I Done Wrong?" - 1:53
11. "Grassman" - 7:07

Op de Japanse uitgave (door Polydor Records) stonden de volgende bonusnummers:
1. "Don't Go Back (to the Beaten Track)" - 5:08
2. "Colour Me with Paints" - 4:20

## Musici
- Mathew Priest - drums, percussie, achtergrondzang
- Nigel Clark - basgitaar, zang
- Andy Miller - gitaar, achtergrondzang

## Hitnoteringen
| Hitnoteringen in de UK Albums Chart: | Hitnoteringen in de UK Albums Chart: | Hitnoteringen in de UK Albums Chart: | Hitnoteringen in de UK Albums Chart: | Hitnoteringen in de UK Albums Chart: | Hitnoteringen in de UK Albums Chart: | Hitnoteringen in de UK Albums Chart: | Hitnoteringen in de UK Albums Chart: | Hitnoteringen in de UK Albums Chart: | Hitnoteringen in de UK Albums Chart: | Hitnoteringen in de UK Albums Chart: | Hitnoteringen in de UK Albums Chart: | Hitnoteringen in de UK Albums Chart: | Hitnoteringen in de UK Albums Chart: | Hitnoteringen in de UK Albums Chart: | Hitnoteringen in de UK Albums Chart: | Hitnoteringen in de UK Albums Chart: | Hitnoteringen in de UK Albums Chart: | Hitnoteringen in de UK Albums Chart: | Hitnoteringen in de UK Albums Chart: |
| Week:                                | 1                                    | -                                    | 2                                    | 3                                    | 4                                    | 5                                    | 6                                    | 7                                    | 8                                    | 9                                    | 10                                   | 11                                   | -                                    | 12                                   | -                                    | 13                                   | -                                    | 14                                   | -                                    |
| ------------------------------------ | ------------------------------------ | ------------------------------------ | ------------------------------------ | ------------------------------------ | ------------------------------------ | ------------------------------------ | ------------------------------------ | ------------------------------------ | ------------------------------------ | ------------------------------------ | ------------------------------------ | ------------------------------------ | ------------------------------------ | ------------------------------------ | ------------------------------------ | ------------------------------------ | ------------------------------------ | ------------------------------------ | ------------------------------------ |
| Positie:                             | 43                                   | uit                                  | 34                                   | 31                                   | 28                                   | 38                                   | 52                                   | 51                                   | 51                                   | 64                                   | 65                                   | 67                                   | uit                                  | 72                                   | uit                                  | 65                                   | uit                                  | 74                                   | uit                                  |